# Jaime Pradilla
Jaime Pradilla est un joueur professionnel espagnol de basket-ball né le 3 janvier 2001 à Saragosse en Espagne.

## Biographie

### Carrière en Espagne
Né à Saragosse, Jaime Pradilla commence le basket-ball dans le club de sa ville natale, le Tecnyconta Zaragoza. Il participe pour la première fois à un match en championnat d'Espagne en septembre 2018 alors qu'il est âgé de 17 ans. Porteur du numéro 48, il a 10 minutes de jeu contre le Saski Baskonia et devient le deuxième joueur né au XXIe siècle, après Mario Nakić (en), à prendre part à une rencontre de Liga.
Il est prêté pour la saison 2019-2020 au Palencia Baloncesto (en) avant de revenir à Saragosse pour disputer la phase finale du championnat d'Espagne où il se distingue et suscite l'intérêt d'autres équipes,. En juillet 2020, Pradilla rejoint le Valence Basket Club avec un contrat de quatre ans. La clause libératoire pour quitter Saragosse s'élève à 225 000 euros. À l'issue de la saison 2021-2022 du championnat d'Espagne, Pradilla est élu dans la meilleure équipe des espoirs avec Žiga Samar, Joel Parra, Rokas Jokubaitis et Khalifa Diop. En mars 2024, le joueur prolonge son contrat avec ce club jusqu'en 2027.

### Carrière en équipe nationale
Avec sa génération, Jaime Pradilla est champion d'Europe des moins de 16 ans puis  
champion d'Europe des moins de 18 ans.
Jaime Pradilla fait partie de la sélection espagnole constituée pour le Championnat d'Europe en 2022. Il y porte le numéro 4, un numéro auparavant porté en sélection par Pau Gasol. L'équipe d'Espagne remporte cette compétition après avoir dominé la France en finale.
Il fait partie de la sélection espagnole pour les Jeux olympiques de 2024. L'Espagne se classe dixième du tournoi olympique.

## Palmarès

### En sélection
En catégorie moins de 16 ans :
- Médaille d'or au Championnat d'Europe des moins de 16 ans en 2016.

En catégorie moins de 18 ans :
- Médaille d'or au Championnat d'Europe des moins de 18 ans en 2019.

En sélection nationale :
- Médaille d'or au Championnat d'Europe en 2022.